# 울산 율리 영축사지
울산 율리 영축사지(蔚山 栗里 靈축寺址)는 울산광역시 울주군 청량읍 율리에 있는, 영축사 절터이다. 1998년 10월 19일 울산광역시의 기념물 제24호로 지정되었다.

## 개요
영축사지(靈鷲寺址)는 영축산, 문수산, 남암산 등의 산등성이와 구릉으로 둘러싸여 있으며, 영축산 자락의 말단부 평지에 위치한다. 영축사지 주변으로 통일신라시대의 사찰인 망해사지와 청송사지가 1km내외의 거리에 있어, 이 일대가 통일신라시대 울산 불교문화의 중심지였음을 알 수 있다.
영축사의 창건 유래는 『삼국유사』에서 그 흔적을 찾을 수 있다. 683년(신문왕 3), 온천에서 목욕하고 돌아오던 재상 충원공(忠元公)은 꿩이 매에게 쫓겨 굴정현(屈井縣) 현청(縣廳) 북쪽 우물 안으로 들어가는 것을 보았다. 꿩은 날개를 벌려 새끼 두 마리를 감싸고 있고, 또 매는 이를 잡지 않는 것을 보고 감동하여 절을 세울 만한 곳이라 여겼다. 이를 왕께 아뢰어 현청을 옮긴 뒤 그 곳에 절을 세웠다고 한다. 2012년 울산박물관의 발굴조사가 이루어지기 전, 통일신라시대 양식의 삼층석탑 부재가 동서로 나누어져 있었고, 남쪽에는 귀부(龜趺)가 확인되었으며, 주변에서 ‘영축’명 기와편이 채집되었다.
발굴조사(1차) 결과, 통일신라시대 금당지 1동, 동․서탑, 중문지 1기, 석등의 하대석 1기 등이 확인되었다. 이를 통해 금당지를 중심으로 쌍탑이 위치한 전형적인 통일신라시대 가람배치임을 알 수 있었다.
금당지는 정면 5칸, 측면 5칸의 정방형 구조로, 이는 지금까지 국내에서 확인되지 않을 만큼 특이한 형태이다. 동․서탑은 기단부, 탑신부, 상륜부를 갖춘 전형적인 8세기 통일신라시대의 삼층석탑이다. 이 외 석등 하대석과 정면 3칸, 측면 1칸의 중문지가 확인되어, 금당지-탑-석등-중문지라는 기본 가람구조였음을 알 수 있다. 유물은 비석편, 금동불상 등이 출토되었다. 영축사지는 울산지역 불교문화 연구에 상당한 중요한 유적으로 평가된다.

## 출토 유물
2015년 울산박물관이 발굴조사 결과 수습된 청동유물은 동탑 부재(部材)의 정밀 실측을 위해 무너져 있던 석탑 부재들을 옮기고 상층의 부식토를 걷어내는 과정에서 발견되었으며, 출토 위치는 동탑의 동북쪽 모서리에서 동쪽으로 2m 떨어진 지점이다.
거꾸로 엎은 청동시루 아래에서 향로가 넘어져 반쯤 걸친 상태로 발견되었으며, 시루 안에 꽉 차있던 흙 내부에서 청동완과 시루의 나머지 손잡이 한쪽도 함께 확인되었다. 출토 상태로 보아, 지름 50cm의 구덩이를 파서 청동향로를 놓고 그 위에 뚜껑 용도로 청동완을 덮은 뒤, 그 위에 다시 청동시루를 덮어서 묻은 것으로 보인다.
높이 25.7cm, 바닥지름 23.5cm의 청동향로는 세 개의 다리가 달린 원형받침 위에 향로의 몸체가 얹혀 있는 형태로, 다리와 받침, 몸체를 따로 만들어 각각 3개의 못으로 고정하여 완성하였다.
고려 시대 청동향로는 현재 몇몇 알려진 사례가 있긴 하나, 영축사지 청동향로는 출토지가 명확하고 보존상태가 매우 양호하며 장식이 화려하여 그 가치가 큰 것으로 보인다. 제작기법과 형태 등을 볼 때 현재까지 발견된 향로 중 비교적 이른 고려 전기(11~12세기)에 만들어진 것으로 추정된다.
청동시루는 높이 24cm, 입지름 42cm, 바닥지름 37cm의 크기로, 몸체는 원통형이며 중간 지점에 손잡이가 달려 있다. 시루 바닥은 2단으로 구획하여 코끼리 눈 모양의 안상문(眼狀文)을 뚫었다. 바닥에 몇 군데 수리 흔적이 있는 것으로 미루어 오랜 기간 사용한 것으로 보인다.
고려 시대 청동시루는 청주 사뇌사지에서 확인된 예가 있으나 출토 당시 완전히 파손된 상태여서, 영축사지 청동시루가 현재 우리나라에서 완전한 형태로 발견되는 가장 이른 시기의 금속제 시루로 보인다. 영축사지에서 출토된 기와 등을 감안할 때 청동향로와 같은 시기의 것으로 짐작된다.
청동완은 고려 시대의 전형적인 청동제 그릇 형식을 갖추고 있으며 지름 15.5cm, 높이 9.5cm이다. 청동향로의 아가리 부분을 덮고 있었던 것으로 볼 때 묻을 당시에는 원래의 용도가 아닌 청동향로의 뚜껑으로 사용된 것으로 보인다.
청동유물 3점은 일괄로 발견되어, 청주 사뇌사지, 경주 망덕사지, 서울 도봉서원의 사례와 같이 퇴장 유물(退藏遺物, 전란 등과 같은 비상시 약탈에 대비해 묻어두는 유물)일 가능성도 있어, 영축사의 폐사(廢寺) 관련 유물로도 추정해 볼 수 있다. 이번 조사결과는 고려 전기 영축사의 상황을 알려주는 중요한 자료이자, 당시 울산 지역의 불교문화를 이해하는데 도움이 된다.

## 참고 자료
- 율리영축사지 - 국가유산청 국가유산포털